# Francesca Hayward

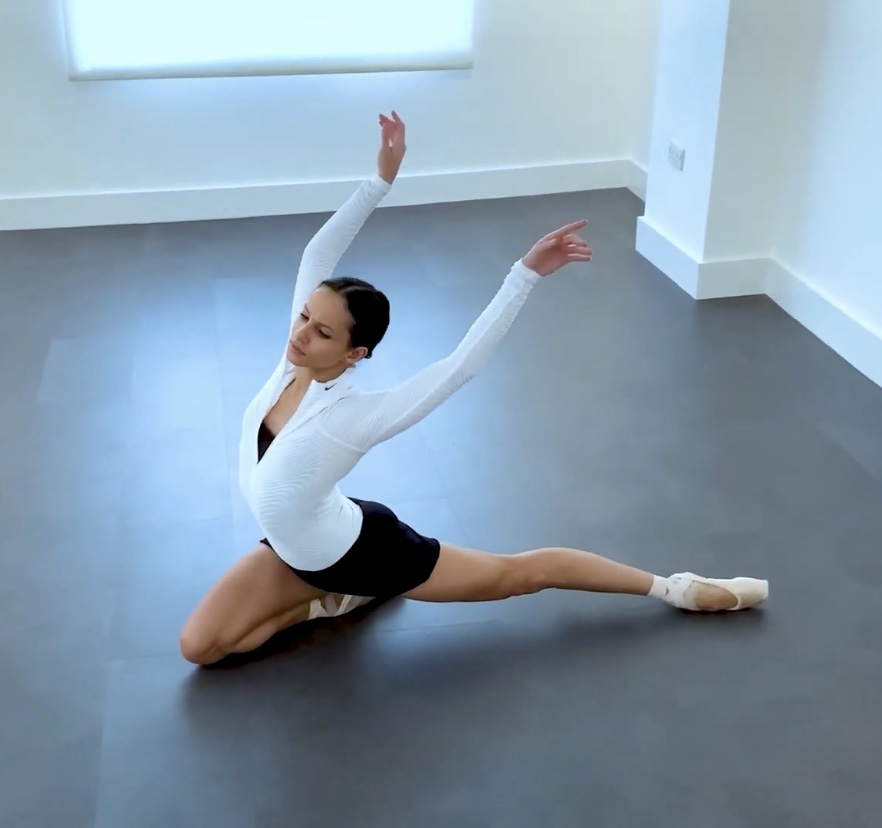
Francesca Hayward

Francesca Hayward (Nairobi, 4 juli 1992) is een Engelse balletdanseres en actrice. Ze is ballerina aan het Royal Ballet in Londen. In 2019 speelde ze Victoria de Witte Kat in de filmversie van de musical Cats. 
Ze werd geboren in Nairobi, Kenia als dochter van een Engelse vader en een Keniaanse moeder. Op tweejarige leeftijd verhuisde ze naar Engeland om bij haar grootouders te wonen. Ze startte met ballet op driejarige leeftijd nadat ze van haar grootouders een video van De notenkraker had gekregen. Ze werd aangemoedigd om naar de voorbereidende afdeling van de Royal Ballet School te gaan, waarna ze doorstroomde naar de hogere jaren van de Royal Ballet School. Ze trad toe tot de Royal Ballet in 2010, maakte in 2013, 2014 en 2016 promotie waardoor ze de hoogste rang als danseres in het gezelschap bereikte. Verschillende voorstellingen die ze danste werden uitgebracht op DVD. Ze speelde ook de vrouwelijke hoofdrol in de filmversie van Kenneth MacMillans avondvullend ballet Romeo en Julia.